# Moltiplicazione dei pani e dei pesci

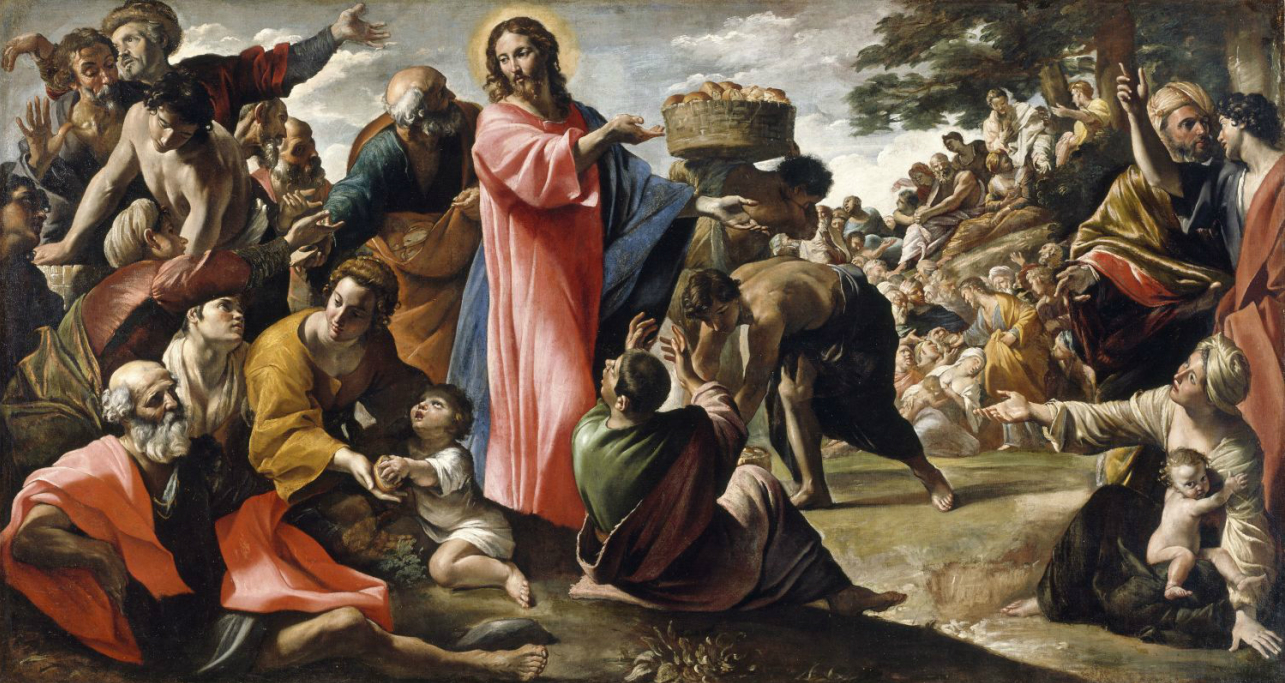
La moltiplicazione dei pani e dei pesci, opera di Giovanni Lanfranco.

La moltiplicazione dei pani e dei pesci indica due miracoli di Gesù descritti nei Vangeli. 
Il primo miracolo, nel quale Gesù sfamò cinquemila uomini con 5 pani e 2 pesci, è riportato da tutti e quattro gli evangelisti (Matteo 14,13-21, Marco 6,30-44, Luca 9, 12-17, Giovanni 6, 1-14). Si tratta dell'unico miracolo di Gesù, a parte la resurrezione, ad essere presente in tutti e quattro i Vangeli.
Il secondo miracolo, nel quale Gesù sfamò quattromila uomini con sette pani e "pochi pesciolini", è riportato da Matteo 15,32-39 e Marco 8,1-10, ma non da Luca e Giovanni.
La tradizione cristiana ha visto l'episodio come una prefigurazione della ricchezza sovrabbondante dell'Eucaristia, sacramento fondamentale attraverso cui la Redenzione compiuta sulla croce si estende a tutti i tempi e a tutti i luoghi.
Negli Atti degli Apostoli, le parole di Gesù nell'Ultima Cena (e probabilmente anche il miracolo della moltiplicazione dei pani) sono ripresi da Paolo di Tarso, mentre nel pieno di una tempesta si trova in viaggio verso l'Italia a bordo di una nave. Rassicurato in sogno dall'angelo sulle vite dei naviganti, Paolo rende grazie a Dio e spezza il pane prima di rifocillare le 276 persone presenti dopo quattordici giorni passati a digiuno, senza prendere nulla (Atti, 27,33-35).

## La prima moltiplicazione
Il primo miracolo è conosciuto anche come il "miracolo dei cinque pani e due pesci", perché il Vangelo di Giovanni riporta che cinque pani d'orzo e due piccoli pesci forniti da un ragazzo furono usati da Gesù per nutrire una moltitudine. Secondo il Vangelo di Matteo, quando Gesù udì che Giovanni Battista era stato ucciso, partì di là su una barca e si ritirò in disparte in un luogo solitario. Luca specifica che il posto era vicino a Betsaida. Le folle seguirono Gesù a piedi dalle città. Quando Gesù sbarcò e vide una grande folla, ebbe compassione di loro e guarì i loro malati. Quando si avvicinò la sera, i discepoli andarono da lui e dissero: «Il luogo è deserto ed è ormai tardi; congeda la folla perché vada nei villaggi a comprarsi da mangiare» (Mt, 14,15).
Gesù disse che non c'era bisogno che se ne andassero, e ordinò ai discepoli di dare loro qualcosa da mangiare. I discepoli gli dissero che avevano solo cinque pani e due pesci, e Gesù gli chiese di portarglieli. Gesù ordinò alla gente di sedersi in gruppo sull'erba. Nel Vangelo di Marco le folle sedevano in gruppi di 50 e 100, e nel Vangelo di Luca, Gesù ordina di dividere la folla in gruppi di 50, sottintendendo che c'erano 100 gruppi.
Prendendo i cinque pani e i due pesci e alzando lo sguardo al cielo, Gesù rese grazie e spezzò i pani. Poi li diede ai discepoli e i discepoli li diedero al popolo. Mangiarono tutti e si saziarono, e i discepoli raccolsero dodici ceste piene di pezzi avanzati. Mangiarono circa cinquemila uomini, oltre a donne e bambini. Nel Vangelo di Giovanni, la moltitudine si radunò intorno a Gesù attratta delle guarigioni che aveva compiuto, e la moltiplicazione dei pani è considerata un ulteriore segno (greco: σημεῖον) che Gesù è il Messia, il profeta che (secondo la promessa in Deuteronomio, 18,15) deve venire nel mondo (Giovanni, 6,14).

## La seconda moltiplicazione

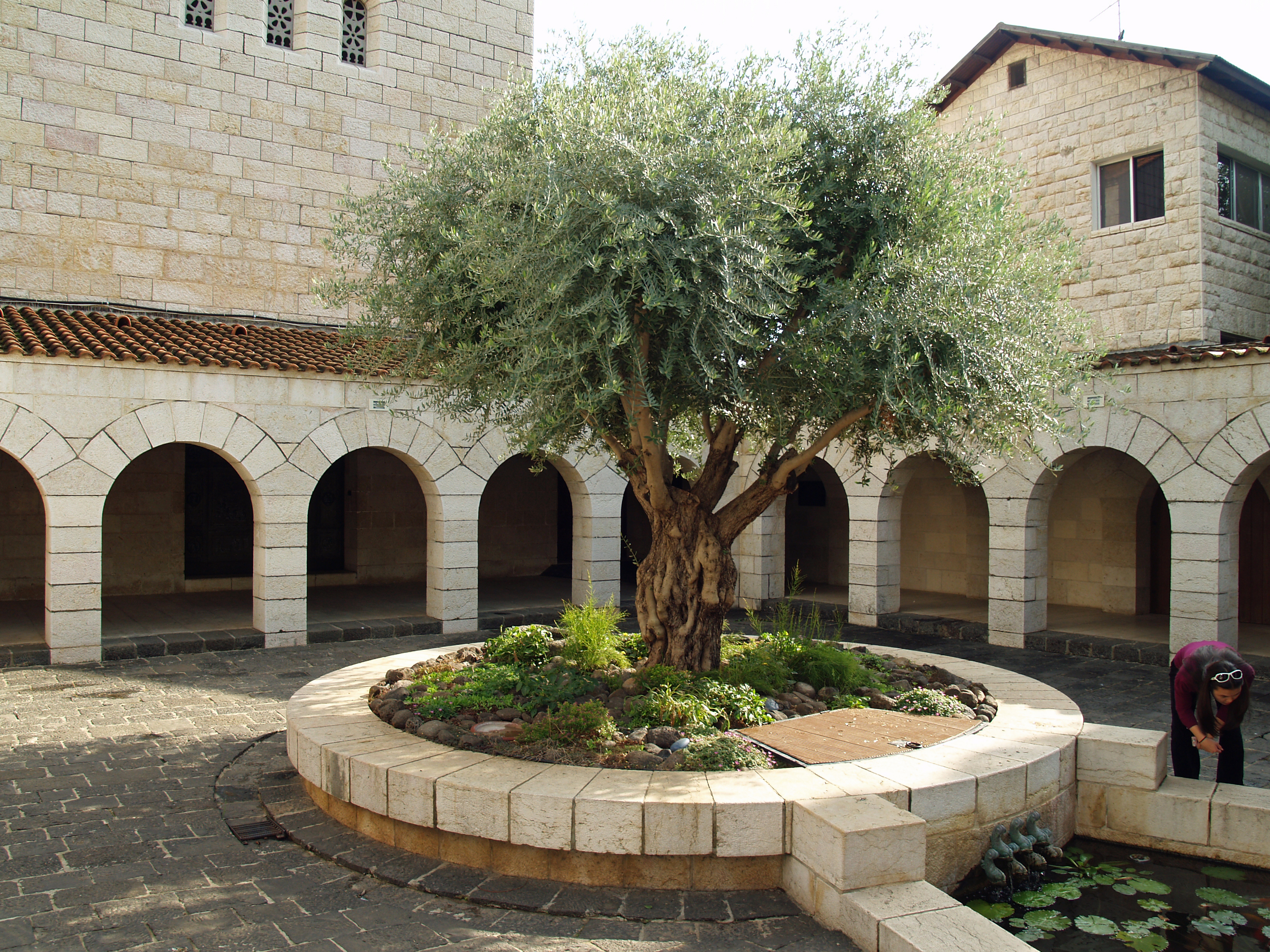
Cortile della Chiesa della Moltiplicazione a Tabga.

Questo miracolo, che appare solo in Marco e Matteo, è anche conosciuto come il miracolo dei sette pani e pesci, poiché il Vangelo di Matteo fa riferimento a sette pani e alcuni piccoli pesci usati da Gesù per sfamare una moltitudine. Secondo il Vangelo di Matteo, una grande folla si era radunata e stava seguendo Gesù.

## Differenze tra le varie redazioni dell'episodio
La duplicazione del racconto in Marco e Matteo è stata fonte di discussione fra gli esegeti, che hanno notato che le piccole differenze fra i due testi suggeriscono che la prima moltiplicazione sembra indirizzata ad ebrei e la seconda a fedeli di origine pagana. Alcuni, perciò, si sono chiesti se non si tratti di due redazioni diverse di uno stesso episodio, sdoppiate a fine catechetico.
Alcuni commentatori considerano le differenze tra alcuni dettagli dei racconti un'indicazione del fatto che ci sono stati due miracoli distinti: per esempio i cesti usati per raccogliere il cibo rimasto erano dodici "κοφίνους" (cestini) in Marco 6,43 ma sette "σπυρίδας" (grandi canestri) in Marco 8,8. Cornelio a Lapide affermava che uno "σπυρίς" o "grande cesto" era il doppio di un "κόφινος".
In Marco, 8,16-21 Gesù distingue i due miracoli in una conversazione con gli Apostoli.

## Nell'arte
La scena, che rappresenta questo miracolo evangelico, è stata spesso affrescata nei cenacoli di conventi di monache e frati.
- Due disegni preparatori per un affresco di Giovanni Antonio Sogliani, che purtroppo non fu realizzato, si conservano agli Uffizi: Moltiplicazione dei pani e dei pesci.